# Cá bơn sọc hình khuyên
Cá bơn sọc hình khuyên, tên khoa học Brachirus annularis, là một loài cá bơn trong họ cá Soleidae. Loài này thường được tìm thấy ở các bờ biển phía tây bắc của Úc và Nhật Bản.